# Forțele Puterilor Centrale dislocate pe frontul român (1916-1918)

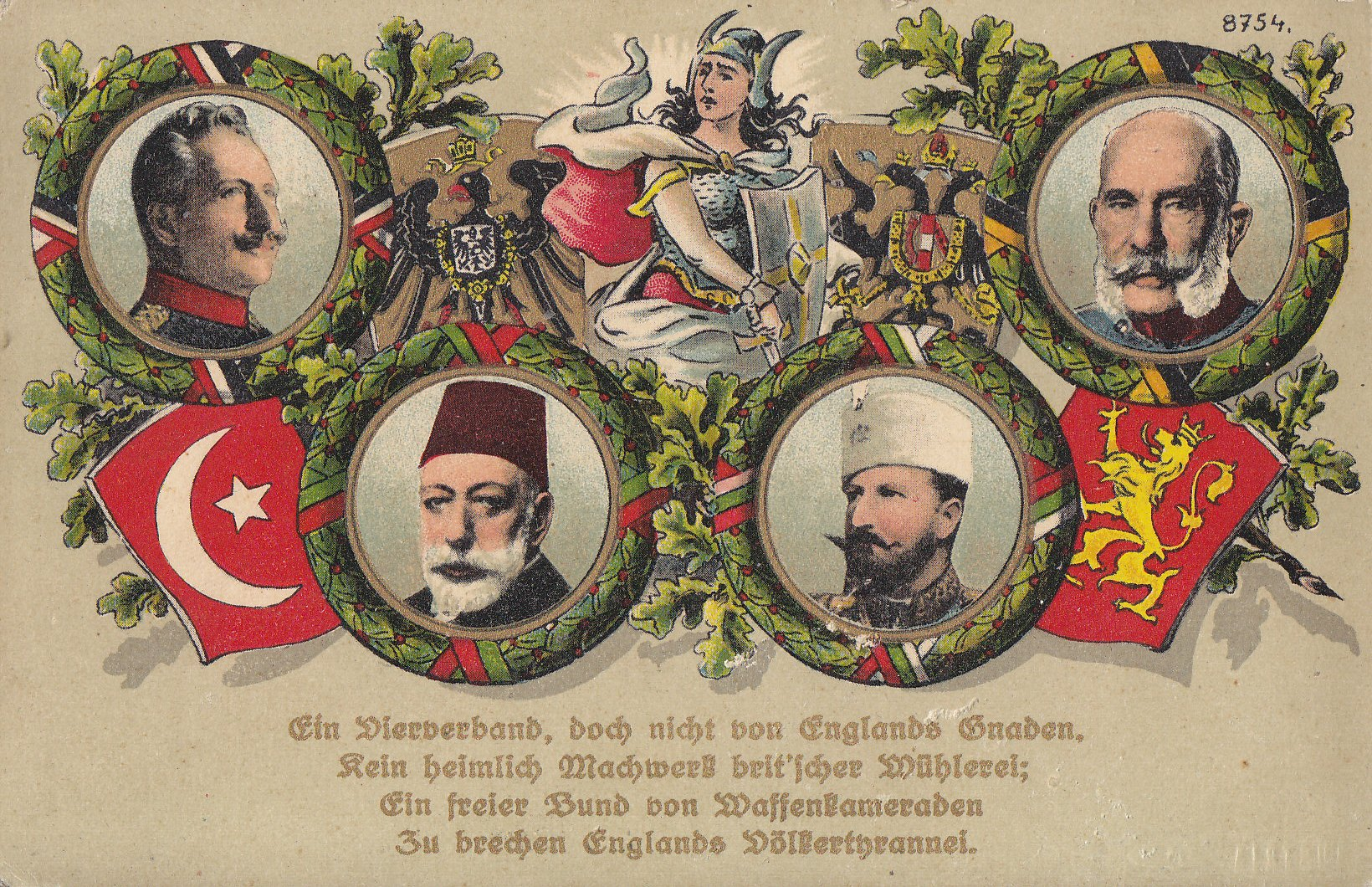
Conducătorii Triplei Alianțe

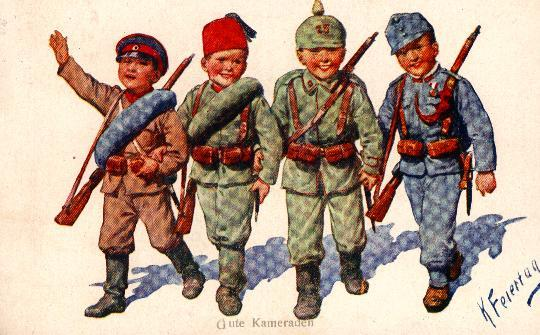
Soldații Puterilor Centrale

Pe perioada Primului Război Mondial, compunerea de luptă a forțelor Puterilor Centrale dislocate pe frontul român  s-a modificat permanent, în funcție de situația operativă de pe acest front și de contextul general al operațiilor desfășurate pe celelalte fronturi, în diferite perioade.

## La începutul anului 1917
Situația forțelor Puterilor Centrale dislocate pe frontul român la începutul anului 1917 era următoarea::pp. 279
- Grupul de Armate Mackensen

- Armata 3 bulgară

- Divizia 4 Infanterie bulgară 
- Divizia 6 Infanterie bulgară 
- Divizia 12 Infanterie bulgară 
- Divizia 1 Cavalerie bulgară

- Armata de Dunăre

- Divizia 15 Infanterie turcă
- Divizia 25 Infanterie turcă
- Divizia 26 Infanterie turcă
- Divizia 1 Infanterie bulgară
- Divizia 217 Infanterie germană
-  Divizia 7 Cavalerie austro-ungară
- Divizia Combinată de Cavalerie germano-bulgară

- Armata 9 germană

- Comandamentul General LIV Rezervă

- Divizia 115 Infanterie germană
- Divizia 109 Infanterie germană
- Divizia 41 Infanterie germană
- Divizia 301 Infanterie germană
-  Divizia 6 Cavalerie germană

- Corpul I Rezervă german

- Divizia 216 Infanterie germană
- Divizia 76 Infanterie germană
- Divizia 12 Infanterie germană
- Divizia 89 Infanterie germană

- Corpul „General Kraft”

- Corpul Alpin german
-  Divizia 73 Infanterie austro-ungară
-  Brigada 8 Munte austro-ungară

- Grupul de armate „Arhiducele Iosif”

- Grupul „General Gerock ”

- Grupul „General Ruiz”

-  Divizia 1 Cavalerie austro-ungară
- 1 regiment de vânători

- Grupul „General Sunkel”

-  Divizia 187 Infanterie germană
-  Divizia 71 Infanterie austro-ungară
-  Divizia 187 Infanterie germană

- Armata I austro-ungară

- Corpul VI Armată austro-ungar

-  Divizia 225 Infanterie austro-ungară
-  Divizia 39 Infanterie austro-ungară
-  Divizia 24 Infanterie austro-ungară

- Grupul „General Litzmann”

- Divizia 8 Bavareză germană
-  Divizia 61 Infanterie austro-ungară
- Divizia 39 Infanterie Honvéd
-  Divizia 72 Infanterie austro-ungară
-  Divizia 37 Infanterie Honvéd
-  Divizia 3 Cavalerie austro-ungară

- Corpul XI Armată

## Veziși
- Participarea României la Primul Război Mondial

| Portal icon | Portal România în Primul Război Mondial |

| Portal icon | Portal Primul Război Mondial |